# Gårdkone
Gårdkone eller Gårkonna er det bornholmske ord for en fritliggende bygning på en gårdsplads. (I enkelte tilfælde er der også opstillet fritliggende bygninger uden for gården.)
Gårdkone har intet at gøre med en "kone" (dame/kvinde) på en gård, gårskonna. Det er en fritliggende bygning opført midt på gårdspladsen for at få nogle flere kvadratmeter under tag.
Gårdkonen kunne bruges til at have lokum (ved siden af møddingen), høns, grise, eller brænde i.
Det var en forholdsvis almindelig bygning på større bornholmske gårde. Oftest var gårdkonen opført af ringere materialer end de andre længer; det er en grund til, at der kun er bevaret få gårdkoner. En anden grund kan være, at gårdkonen har udtjent sin rolle: Maskinerne i landbruget er blevet større, og de gamle bygninger er blevet revet ned.
På to fredede bornholmske gårde, Lille Frigård og landbrugsmuseet Melstedgård, er der bevaret fritliggende gårdkoner. Gårdkonen på Melstedgård er dog bygget op ad en anden længe.